# 指交

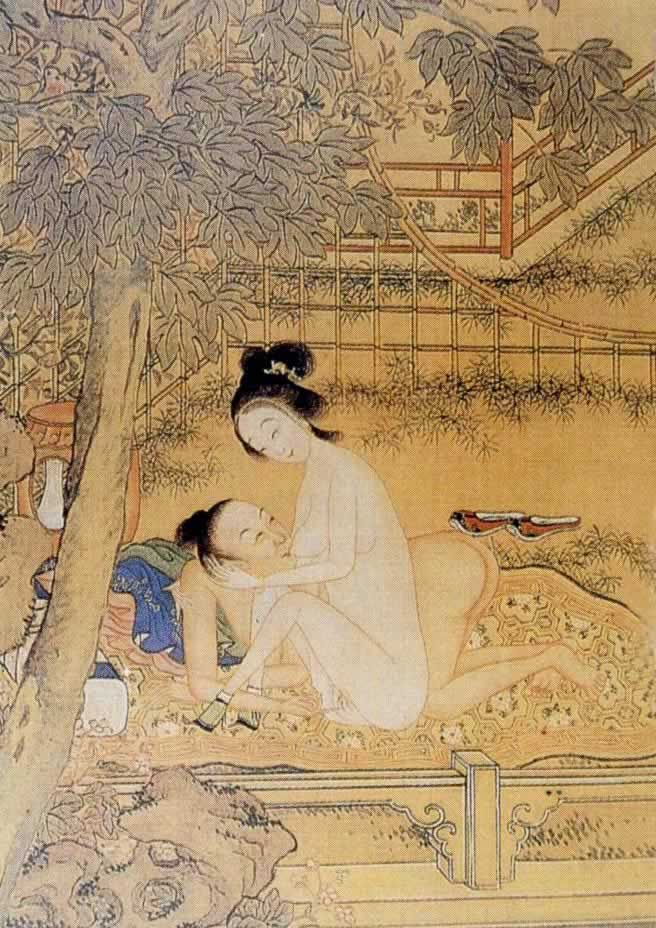
中国古代描繪指交的绘画之一

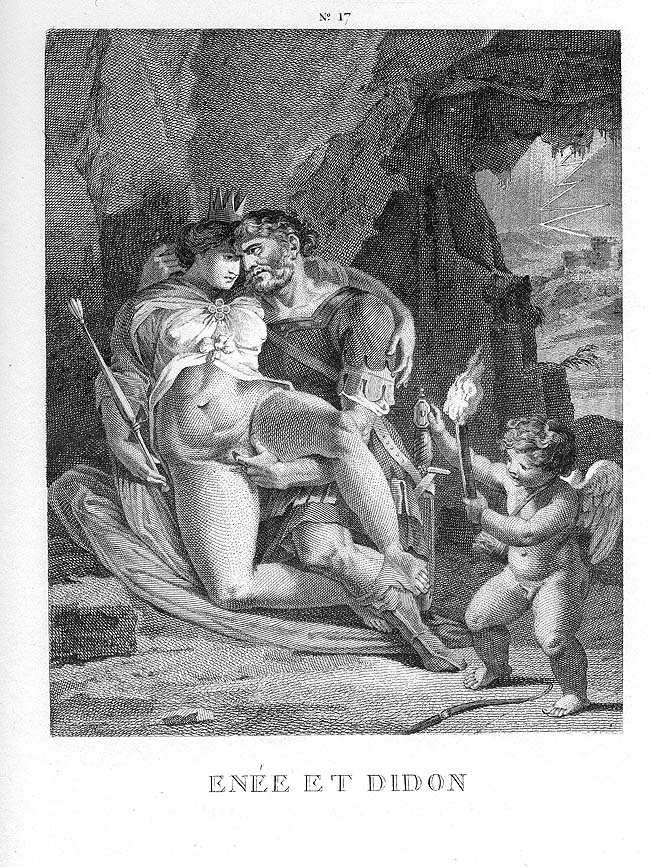
神话故事的埃涅阿斯与狄多正在指交（一旁是小爱神邱比特）

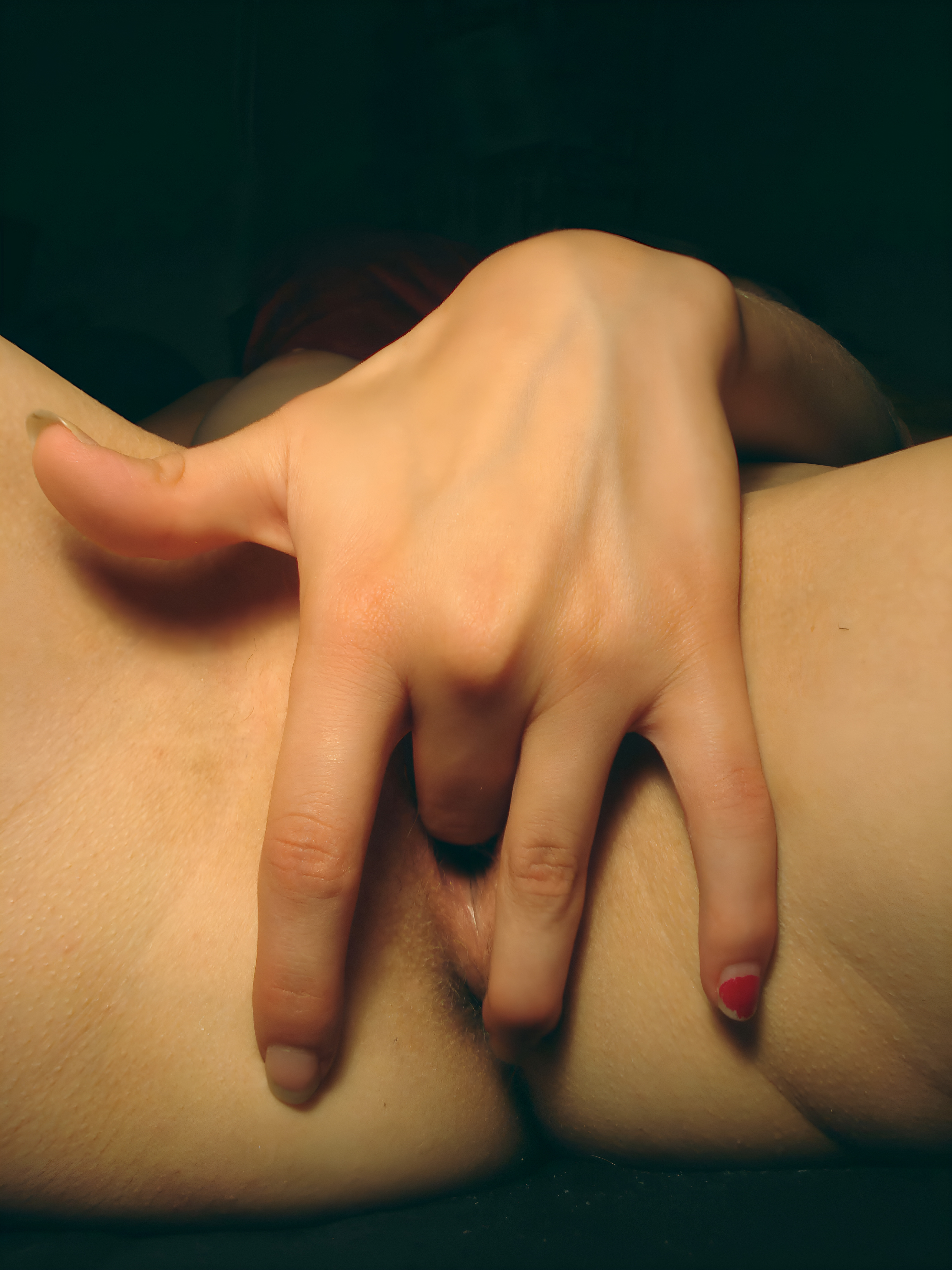
正在自己指交的成年女性

指交（Fingering），又稱指奸，俗稱金手指、神之手。是以手指挑逗陰蒂、陰戶、阴道或肛门促使其產生性反應，该动作可用在性伴侶之間愛撫、相互抚慰（mutual masturbation）或其他性愛动作之一部分，也能作為单一個體性刺激的手段，如自慰。
在法律与医学的描述中，对阴道的指交为“以一或数隻手指伸入阴道的行為（digital penetration of the vagina）”。
相对於指交，若以手接触阴茎作出性刺激則稱手交（handjob）。这些不同的动作都可能因此性愉悅，而不限定是否涉及肛門或陰道口的接合或交媾。

## 雌生殖器部位
阴道外的
对女陰（特别是对陰蒂）的按摩是最常用使女人性高潮的方式。生殖器的其他部分亦可以手指方式助其性興奮。
阴道內的
对阴道指交常被用作欲使G点性興奮的方式。对G点指交并使斯基恩氏腺性興奮等描述常被引用为可能造成雌性潮射的手法。但没有任何一种欲使G点性興奮的手法或技巧能被所有女人所偏好。为了避免细菌感染，医学专家们建议在尚未接触阴道之前应先充分洗手，包括任何手指在接触肛门之後更应充分洗净。

## 肛門
若以手指伸入肛門，建议使用品质较好的人体润滑剂。对肛門的指交，有时仅作为指交行为本身，有时则当成预备进一步肛交（以阴茎或以其他性玩具仿交合）之前置动作。
对雄性的前列腺而言，从肛门指交亦是一种有效按摩的方式，能使接受者达到前列腺快感。而对雌性的会阴海绵体，从肛门适当指交也能助其性興奮。

## 安全性
指交在实务上若要符合安全性行為的要求，需要正确配戴医用乳胶手套并适当使用。手指甲应适当修剪与锉磨，太长、太尖锐或锯齿状的指甲能割伤或造成严重感染。若手指有被割伤、受感染或暴露伤口时，必须严格保护、做适当处理，就算用手指安全套（finger cot）也可能会滑落留在性伴侶的身上。为了避免传染细菌或微生物，双手应先充分以肥皂与温水洗净，然後才实行任何其他动作。若有可能既又接触肛门又接触阴道，则应审慎区隔使用不同的乳胶手套以免交叉污染。

## 註腳
1. ↑  Kammerer-Doak, Dorothy; Rogers, Rebecca G. . Obstetrics and Gynecology Clinics of North America. 2008-06, 35 (2): 169–183, vii  [2021-08-20]. ISSN 0889-8545. PMID 18486835. doi:10.1016/j.ogc.2008.03.006. （原始内容存档于2021-11-13）. Most women report the inability to achieve orgasm with vaginal intercourse and require direct clitoral stimulation ... About 20% have coital climaxes...
2. ↑  O'Connell, Helen E.; Sanjeevan, Kalavampara V.; Hutson, John M. . Journal of Urology. 2005-10, 174 (4 Part 1): 1189–1195. ISSN 0022-5347. doi:10.1097/01.ju.0000173639.38898.cd （英语）.
3. ↑  Rabinerson, David; Horowitz, Eran. . Harefuah. 2007-02, 146 (2): 145–147, 163  [2021-08-20]. ISSN 0017-7768. PMID 17352286. （原始内容存档于2021-11-23）.
4. ↑  . Sex Project.   [2010-08-19]. （原始内容存档于2017-06-26）.
5. ↑  Rosenthal, Martha. . Cengage Learning. 2012-01-06  [2021-08-20]. ISBN 978-0-618-75571-4. （原始内容存档于2021-08-20） （英语）.
6. ↑  Sonnex, C.; Strauss, S.; Gray, J. J. . Sexually Transmitted Infections. 1999-10, 75 (5): 317–319  [2021-08-20]. ISSN 1368-4973. PMC 1758241 . PMID 10616355. doi:10.1136/sti.75.5.317. （原始内容存档于2021-08-20）.